# Мабуть, боги з'їхали з глузду II
«Мабуть боги з'їхали з глузду II» (англ. «The Gods Must Be Crazy II») — кінокомедія південноафриканського режисера і сценариста Джеймі Юйса, яка вийшла на кіноекрани в 1989 році і є продовженням фільму «Мабуть, боги з'їхали з глузду» (1980).

## Сюжет
Дія фільму відбувається в Ботсвані. В ньому викладено історію племені бушменів, яке проживає у пустелі Калахарі у своєму ізольованому від всього світу середовищі, і в розмірений, патріархальний побут якого, час від часу, вривається цивілізація.
У фільмі, як і в попередньому, органічно поєднані кілька сюжетних ліній. Перша — про життя і пригоди головного героя, бушмена Xi (Хіко), (роль грає намібійський фермер Н!ксау). Він загубив своїх дітей, Хірі та Хісу, які випадково потрапили у вантажівку браконьєрів і кілька діб біжить за машиною по сліду. Друга — про двох вчених: Ендрю Стейн і Стефана Маршалла, які потрапили у невелику авіакатастрофу серед пустелі Калахарі і намагаються вибратися із цієї халепи. Ще одна — про браконьєрів, які промишляли незаконним відстрілом слонів, заради їх бивнів і двох маленьких бушменів, які непомітно забралися в їхню вантажівку. Хірі та Хіса вперше у своєму житті побачили масу незвичайних речей: вантажівку «з великими круглими колесами замість ніг», гвинтівку і велику кількість води, яку не потрібно збирати по краплинах у вигляді роси. А пригоди двох солдатів: кубинця і ангольця, які ніяк не можуть визначити, хто з них кого взяв у полон, органічно довершує сюжет фільму. Ці, різні історії дуже тісно і гармонічно переплітаються між собою.
Всі події фільму відбуваються на фоні дикої, незайманої природи савани на кордоні із пустелею Калахарі, з її корінними мешканцями: жирафами, гієнами, носорогами, левами, слонами, мавпами, страусами та іншими тваринами, які суттєво доповнюють сюжет фільму.

## В головних ролях
- Н!ксау — Xi (Хіко) — бушмен
- Лєна Фаругіа — Ендрю Стейн (доктор юриспруденції)
- Ганс Стридом — Стефан Маршалл (доктор біолог)
- Ейрос — Хірі (син бушмена Хіко)
- Надіс — Хіса (дочка бушмена Хіко)
- Ерік Бовен — Матео
- Треасуре Тсгабалала — Тімі

## Закадрове озвучення
- Російське багатоголосе закадрове озвучення телекомпанії «Новий канал». Ролі озвучували: Анатолій Пашнін, Володимир Терещук та Олена Бліннікова[джерело?].
- Українське двоголосе закадрове озвучення студії «1+1». Ролі озвучували: Євген Пашин та Олена Бліннікова.
- Українське двоголосе закадрове озвучення телекомпанії «Новий канал». Ролі озвучували: Олесь Гімбаржевський та Юлія Перенчук[джерело?].

## Цікаві факти
- Невеликий хижак, що налякав героїв, прокусив колесо їх літака і врешті був врятований від спеки — медоїд[2]. Він настільки агресивний, що перед ним відступають леви, і настільки розумний, що використовує інструменти[3].